# Liste der Stolpersteine in Kirchlinteln
Die Liste der Stolpersteine in Kirchlinteln gibt eine Übersicht über die vom Künstler Gunter Demnig verlegten Stolpersteine in Kirchlinteln.
Die 10 × 10 × 10 cm großen Betonquader mit Messingtafel sind in den Bürgersteig vor jenen Häusern eingelassen, in denen die Opfer einmal zu Hause waren. Die Inschrift der Tafel gibt Auskunft über ihren Namen, ihr Alter und ihr Schicksal. Die Stolpersteine sollen dem Vergessen der Opfer der nationalsozialistischen Gewaltherrschaft entgegenwirken.

## Kirchlinteln
| Name             | Adresse          | Bild                              | Inschrift | Verlegedatum | Biografie und Anmerkungen |
| ---------------- | ---------------- | --------------------------------- | --- | ------------ | ------------------------- |
| Hinrich Heitmann | Hauptstraße 34 · | Stolperstein für Hinrich Heitmann | Hier wohnte Hinrich Heitmann Jg. 1898 verhaftet 1944 'Arbeitserziehungslager' Bremen-Farge U-Boot-Bunker Valentin überlebt | 16. Mai 2011 |                           |

## Neddenaverbergen
| Name           | Adresse          | Bild                            | Inschrift                                                                       | Verlegedatum | Biografie und Anmerkungen |
| -------------- | ---------------- | ------------------------------- | ------------------------------------------------------------------------------- | ------------ | ------------------------- |
| Adolf Mautner  | Zum Bergfeld 5 · | Stolperstein für Adolf Mautner  | Hier wohnte Adolf Mautner Jg. 1886 deportiert 1941 ermordet Juli 1942 in Minsk  | 16. Mai 2011 |                           |
| Amalie Mautner | Zum Bergfeld 5 · | Stolperstein für Amalie Mautner | Hier wohnte Amalie Mautner Jg. 1879 deportiert 1941 ermordet Juli 1942 in Minsk | 16. Mai 2011 |                           |